# 仁川三山警察署
仁川三山警察署（インチョンサムサンけいさつしょ）は、仁川地方警察庁所管の警察署である。

## 管轄区域
- 富平区のうち富平4、5洞、葛山1、2洞、三山1、2洞、富開1-3洞、日新洞

## 沿革
- 2007年10月30日 - 開署。仁川富平警察署から一部地区隊・派出所を編入。

## 組織
- 警務課
- 生活安全課
- 警備交通課
- 刑事課
- 捜査課
- 情報保安課

## 管轄地区隊
- 富興地区隊
- 葛山地区隊

## 管轄派出所
- 富開派出所
- 中央派出所
- 富開2派出所